# Flabellula
Flabellula is een geslacht in de taxonomische indeling van de Amoebozoa. Deze micro-organismen hebben geen vaste vorm en hebben schijnvoetjes. Met deze schijnvoetjes kunnen ze voortbewegen en zich voeden. Het organisme behoort tot de familie Flabellulidae. Flabellula werd in 1926 ontdekt door Schaeffer.